# Министерство базового образования ЮАР
Министерство базового образования ЮАР осуществляет надзор за начальным и средним образованием в Южной Африке. Оно было создано в 2009 году после выборов президента Джейкоба Зумы, когда бывшее Министерство образования было разделено.
Глава ведомства — министра базового образования, с 2009 года — Энджи Мотшека.
Из госбюджета 2010 года министерство получило 6,166.2 млрд рандов, и работало в нём 730 сотрудников.